# 1877 w literaturze
Wydarzenia literackie w 1877 roku.

## Nowa proza
- polskojęzyczna
  - Władysława Izdebska – Praca bogactwem[1]
- obcojęzyczna
  - Anna Sewell – Czarny książę (ang. Black Beauty)

## Nowe dramaty
- polskojęzyczne
  - Aleksander Fredro – Wielki człowiek do małych interesów
  - Józef Bliziński – Pan Damazy
- obcojęzyczne
  - Henrik Ibsen – Podpory społeczeństwa (norw. Samfundets støtter)

## Tłumaczenia
- na język polski:
  - Jules Verne – Dzieci kapitana Granta (fr. Les enfants du capitaine Grant)[1]

## Urodzili się
- 20 stycznia – Raymond Roussel, francuski pisarz (zm. 1933)
- 22 stycznia – Bolesław Leśmian, polski pisarz (zm. 1937)
- 26 lutego – Marius Leblond (właśc. Georges Athénas), francuski pisarz z Reunionu (zm. 1953)
- 25 marca – Alphonse de Châteaubriant, francuski pisarz i eseista (zm. 1951)
- 28 maja – Oskar Miłosz, poeta litewski i francuski (zm. 1939)
- 11 czerwca – Renée Vivien, angielska pisarka tworząca w języku francuskim (zm. 1909)
- 29 czerwca – Petar Kočić, polityk bośniacko-serbski pisarz (zm. 1916)
- 2 lipca – Hermann Hesse, niemiecki pisarz (zm. 1962)
- 6 lipca – Włodzimierz Perzyński, polski dramaturg i prozaik (zm. 1930)
- 16 lipca – Maria Buyno-Arctowa, polska autorka dla dzieci i młodzieży (zm. 1952)
- 27 sierpnia – Lloyd Cassel Douglas, amerykański duchowny luterański i pisarz (zm. 1951)
- 1 września – Rex Beach, amerykański pisarz i piłkarz wodny (zm. 1949)
- 9 września – James Evershed Agate, brytyjski powieściopisarz, dziennikarz i krytyk teatralny (zm. 1947)
- 1 listopada – Else Ury, niemiecka pisarka, autorka książek dla dzieci i młodzieży (zm. 1943)
- 3 listopada – Karol Hubert Rostworowski, polski dramaturg i poeta, muzyk (zm. 1938)
- 9 listopada – Muhammad Iqbal, indyjski poeta i filozof (zm. 1938)
- 10 listopada – Arnold Zweig, niemiecki pisarz (zm. 1968)
- 15 listopada – William Hope Hodgson, angielski poeta i powieściopisarz (zm. 1918)
- 22 listopada – Endre Ady, węgierski poeta (zm. 1919)
- 31 grudnia – Viktor Dyk, czeski pisarz i poeta (zm. 1931)
- Szemarja Gorelik, żydowski pisarz, dziennikarz i publicysta piszący w jidysz i hebrajskim (zm. 1942)

## Zmarli
- 7 kwietnia − Fernán Caballero, hiszpańska pisarka (ur. 1796)
- 15 kwietnia – Aleksander Jełowicki, polski pisarz, poeta, tłumacz i wydawca (ur. 1804)
- 15 czerwca – Caroline Norton, angielska poetka i działaczka na rzecz praw kobiet (ur. 1808)